# Springer Nature
Springer Nature або Springer Nature Group — німецько-британська академічна видавнича компанія, створена в результаті злиття Springer Science+Business Media та Nature Publishing Group Holtzbrinck Publishing Group, Palgrave Macmillan і Macmillan Education у травні 2015 року.

## Історія
Компанія походить від ряду журналів і видавництв, зокрема Springer-Verlag, яке було засновано в 1842 році Юліусом Шпрінгером у Берліні (дідом Бернхарда Шпрінгера, який заснував Springer Publishing у 1950 році в Нью-Йорку), Nature Publishing Group, яка видає Nature з 1869 року, і Macmillan Education, яка бере початок від Macmillan Publishers, заснованої в 1843 році.
Springer Nature було створено у 2015 році шляхом злиття Nature Publishing Group, Palgrave Macmillan і Macmillan Education (під управлінням Holtzbrinck Publishing Group) із Springer Science+Business Media (під управлінням BC Partners). Про плани злиття вперше було оголошено 15 січня 2015 року. Угода була укладена в травні 2015 року, мажоритарна частка Holtzbrinck у 53 %.
Спроби IPO у травні 2018 року та восени 2020 виявилися безрезультатними через несприятливу ринкову кон'юнктуру.
У 2021 році Springer Nature придбала Atlantis Press, видавництво з відкритим доступом, засноване 2006 року в Парижі, яке зосереджується на науковому, технічному та медичному (STM) контенті та публікації матеріалів конференцій.

## Діюча компанія
Після злиття колишній генеральний директор Springer Science+Business Media Дерк Хаанк став генеральним директором Springer Nature. Коли він пішов у відставку наприкінці 2017 року, його змінив Деніел Роперс, співзасновник і давній генеральний директор bol.com. У вересні 2019 року Роперса змінив Френк Вранкен Пітерс.
Компанія випускає ряд Політик і звітів, включаючи заяву про Закон про сучасне рабство, податкову стратегію та звіт про гендерну різницю в оплаті праці для діяльності Springer Nature у Великобританії.

### Бренди
До групи належать наступні основні бренди (див. також Дочірні підприємства):
- Nature
- Springer.com
- BioMed Central
- Scientific American
- Heinrich Vogel Verlag[28]
- SciGraph

## Суперечки
У 2017 році компанія погодилася заблокувати доступ до сотень статей на своєму китайському сайті, перекривши доступ до статей про Тибет, Тайвань і політичну еліту Китаю.
У 2019 році компанія відкликала статтю у своєму журналі BMC Emergency Medicine через сумнівний процес рецензування (герпетолог міг відмовити в публікації статті).
У серпні 2020 року Springer Nature, як повідомлялося, відхилив публікацію статті на прохання свого співвидавця, Веньчжоуського медичного університету, від тайванського лікаря, оскільки слово «Китай» не було розміщено після «Тайвань».
У липні 2020 року Springer Nature відкликав статтю в журналі Society через сумнівний процес рецензування та критику щодо расизму.
У листопаді 2021 року Springer Nature відкликав 44 статті з Arabian Journal of Geosciences після збою в процесі рецензування.

## Дочірні підприємства
- Adis International
- Apress
- Asser Press
- BioMed Central
- Bohn Stafleu van Loghum
- J. B. Metzler
- Macmillan Education
- Nature Portfolio
- Palgrave Macmillan
- Scientific American
- Springer Healthcare
- Springer VS
- Springer Verlag
- Springer Gabler
- Springer Vieweg Verlag
- Springer Medizin
- Springer Pflege
- Springer Nature Technology and Publishing Solutions
- SciGraph